# Élevage bovin au Kenya

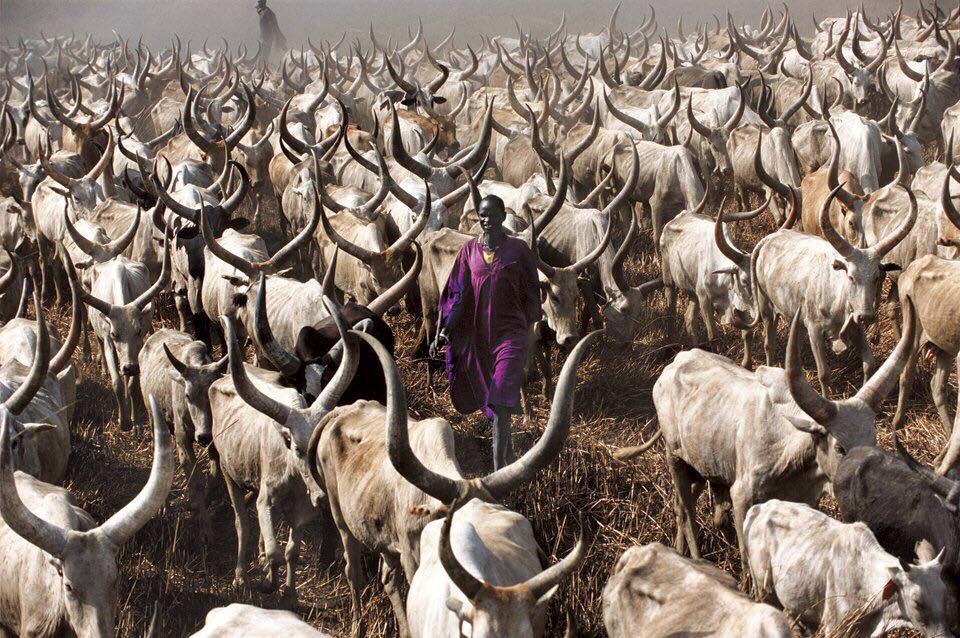
Image d'Épinal du Kenya, un pâtre Massaï et son troupeau.

L'Élevage bovin au Kenya résulte d'une tradition pastorale très ancienne, avec des apports bovins variés entre races africaines anciennes et races européennes et zubuines plus récentes.

## Origine
Le Kenya a été longtemps, une terre d'élevage pastoral itinérant. Des peuples comme celui des Massaï, des Samburus ou des Kalendjins. Les populations qui vivent toujours du nomadisme élèvent des races anciennes, très bien adaptées à un environnement difficile.
Des races sélectionnées plus productives ont été introduites par les colons britanniques puis par les éleveurs sédentaires. Ces races ont permis de développer un marché national de produits laitiers et d'améliorer la conformation de carcasse des races autochtones par l'usage de taureaux sélectionnés. Ce mode d'élevage intensif est lié à l'extension des villes.

## Production

### Viande
Les peuples nomades ne consomment de la viande qu'à l'occasion de fêtes. La nourriture de base est le lait, mêlé de sang. Ce dernier est obtenu en tirant du sang de la veine jugulaire d'un animal, sans le tuer. Une rotation sur le troupeau permet aux animaux de refaire leurs réserves avant d'être à nouveau prélevés.

## Races

### Races autochtones
Cette liste de races bovines autochtones correspond à celles répertoriées par l'Organisation des Nations unies pour l'alimentation et l'agriculture, la FAO.
| Race      | Photo | Production | Homonymes | Régions | Remarques                                 |
| --------- | ----- | ---------- | --------- | ------- | ----------------------------------------- |
| Boran     |       | Bouchère   |           |         | Métissage très ancien de bovins et zébus. |
| Duruma    |       |            |           |         |                                           |
| Giriama   |       |            |           |         |                                           |
| Jiddu     |       |            |           |         |                                           |
| Kamasia   |       |            |           |         |                                           |
| Kamba     |       |            |           |         |                                           |
| Karapokot |       |            |           |         |                                           |
| Kikuyu    |       |            |           |         |                                           |
| Masaï     |       |            |           |         | Zébu                                      |
| Nandi     |       |            |           |         |                                           |
| Samburu   |       |            |           |         |                                           |
| Suk       |       |            |           |         |                                           |

### Races introduites en provenance d'autres pays
Cette liste de races bovines allochtones correspond à celles répertoriées par l'Organisation des Nations unies pour l'alimentation et l'agriculture, la FAO.
| Race             | Photo | Production | Homonymes                                                      | Régions | Remarques                                                            |
| ---------------- | --- | ---------- | -------------------------------------------------------------- | ------- | -------------------------------------------------------------------- |
| Angus            | taurillaon angus | Bouchère   | Aberdeen-angus                                                 |         | Importée du Royaume-Uni                                              |
| Ayrshire         | photo couleur d'une vahce pie rouge sans cornes mangeant une herbe fleurie. En arrière plan, d'autres individus montrent leur aptitude laitière par leur mamelle développée. | Laitière   |                                                                |         | Importée du Royaume-Uni                                              |
| Blanc bleu belge | Photo couleur d'un bovin pie bleu à la musculature hypertrophiée et à la mamelle atrophiée.                                                                                  | Bouchère   | Belgian blue en anglais                                        |         | Importée de Belgique                                                 |
| Brown swiss      | | Laitière   |                                                                |         | Importée des États-Unis                                              |
| Charolaise       | Photo couleur d'un bovin mâle blanc, charpenté et musclé dans un pâturage.                                                                                                   | Bouchère   |                                                                |         | Importée de France                                                   |
| Holstein         | Photo couleur d'une vache pie noir à mamelle développée au pâturage. | Laitière   | Frisonne                                                       |         | Importée des États-Unis                                              |
| Galloway         | Photo couleur d"un bovin noir à large ceinture blanche autour de l'abdomen, sans cornes, dans un pâturage verdoyant.                                                         | Bouchère   | Belted galloway pour la variante portant une ceinture blanche. |         | Importée du Royaume-Uni                                              |
| Guernesey        | Photo couleur d'un jeune bovin à robe pie rouge et allure fine, pâturant des herbes hautes.                                                                                  | Laitière   |                                                                |         | Importée du Royaume-Uni                                              |
| Hereford         | Photo couleur d'un jeune bovin à robe pie rouge, tête et ligne dorsale blanche en train de brouter.                                                                          | Bouchère   |                                                                |         | Importée du Royaume-Uni                                              |
| Jersiaise        | vache fauve à tête plus sombre sans cornes et mamelle blanche de laitière.                                                                                                   | Laitière   | Jersey cattle en anglais.                                      |         | Importée du Royaume-Uni                                              |
| Red Poll         | Photo couleur d'une vache unie rouge sans cornes montrant une allure mixte avec conformation viandeuse et mamelle développée.                                                | Bouchère   |                                                                |         | Importée du Royaume-Uni                                              |
| Sahiwal          | Vache à bosse zébuine, robe rouge et mamelle développée dans une étable. | Laitière   |                                                                |         | Race de zébu importée d'Inde ou du Pakistan.                         |
| Santa Gertrudis  | Taureau rouge charpenté à bosse de zébu. | Bouchère   |                                                                |         | Race métisse issue de brahmane et shorthorn, importée des États-Unis |
| Simmental        | Vache pie froment à tête et ventre blanc et mamelle développée. Elle est guidée par son propriétaire dans un concours, avec le no 50 autour du cou.                          | Mixte      |                                                                |         | Importée de Suisse                                                   |